# Le Capital au XXIe siècle
Le Capital au XXIe siècle (dansk: Kapitalen i det 21. århundrede) er en bog af den franske økonom Thomas Piketty. Bogen har vakt stor opmærksomhed både blandt andre økonomer og i offentligheden i Nordamerika og Europa, og Piketty er blevet hyldet som en "rockstar-økonom".
Bogen stiller grundlæggende spørgsmål omkring kapitalen og om formue- og indkomstfordelingen. Lange tidsserier af forandringer i formue- og indkomstfordelingen siden 1700-tallet undersøges. En hovedpointe i bogen er, at det meste af det 20. århundrede fra 1. verdenskrig og frem til ca. 1980 har været en atypisk situation, hvor forholdet mellem den private kapital og nationalindkomsten, det såkaldte K/Y-forhold, var ret lavt, og uligheden tilsvarende var relativt lav. Før 1913 var begge dele højere. Siden ca. 1980 er såvel K/Y-forholdet som uligheden steget igen, og Piketty mener, at verden i det 21. århundrede kan opleve en tilbagevenden til samme uligheds-niveauer som i det 19. århundrede. Samtidig mener han, at en stor stigning i uligheden vil være en trussel for demokratiet.

## Indhold
Bogen er opdelt i fire dele:

### Del 1: Indkomst og kapital
I kapitel 1 og 2 gennemgås betydninger og definitioner af en række økonomiske standardbegreber som kapital (K), indkomst (Y), nationalformue og konvergens i den globale økonomiske vækst. Desuden beskriver Piketty, hvordan den økonomiske vækst i verden har været i de foregående århundreder indtil nu, og fremtiden for væksten bliver diskuteret. Piketty understreger, at der er stor usikkerhed om de fremtidige vækstrater, men at befolkningsvæksten med meget stor sandsynlighed vil falde ned mod 0 %; med et centralt skøn for en fremtidig årlig produktivitetsvækst på 1 % om året kommer han frem til, at en plausibel vækstrate for det 21. århundrede er positiv, men lavere end hvad verden har oplevet i det 20. århundrede. Desuden præsenteres det, som forfatteren kalder kapitalismens første fundamentale lov: At kapitalindkomstens andel af den samlede indkomst er lig med det gennemsnitlige kapitalafkast gange kapital/indkomst-forholdet, eller med symboler: α = r * β, hvor α (det græske bogstav alfa) er kapitalindkomstens andel af den samlede indkomst, r er det gennemsnitlige afkast af kapital, og β (det græske bogstav beta) er kapital/indkomstforholdet.

### Del 2: Kapital/indkomst-forholdets dynamik
I kapitel tre til seks præsenteres empiriske data for udviklingen i K/Y-forholdet over en meget lang historisk tidsrække. Pikettys anden fundamentale lov for kapitalismen præsenteres: β = s/g, hvor s er netto-opsparingskvoten og g er den årlige vækstrate i den reale nationalindkomst. I modsætning til den første lov, der definitorisk er rigtig på hvert enkelt tidspunkt, udtrykker den anden lov en langsigts-sammenhæng. Den behøver altså ikke at være opfyldt i hvert enkelt år, men skal læses sådan, at forholdet mellem kapital og indkomst på lang sigt vil blive lig med forholdet mellem opsparingskvoten og væksten i nationalindkomsten, hvis de to sidstnævnte er konstante over tid. Piketty viser, at K/Y-forholdets udvikling siden ca. 1800 i en række vestlige lande er en U-formet kurve. Han anslår, at K/Y-forholdet for hele verden var lig med 5 i 1910, hvorefter det faldt til et lavpunkt på godt 2½ i 1950, og så steg igen til ca. 4,5 i 2010. For de enkelte større landes K/Y-forhold, han undersøger, er der nogle variationer i forhold til dette billede, men den overordnede udvikling er den samme. I det centrale scenarie i hans fremskrivninger vil forholdet stige til ca. 6½ i 2100. Han viser også data for den funktionelle indkomstfordeling for otte større lande siden 1975. I alle landene er kapitalindkomstandelen steget, fra 15-25 % af den nationale indkomst omkring 1975 til 25-30 % i 2010.

### Del 3: Ulighedens struktur
I kapitel syv til tolv går forfatteren fra makroøkonomiske til mikroøkonomiske data og ser på uligheden i den økonomiske fordeling af indkomst og formuer. Især fokuserer han på, hvor stor en del af den samlede indkomst de rigeste 10 %, den rigeste 1 % og somme tider den rigeste 0,1 % af befolkningen modtager. Han ser på både fordelingen for arbejdsindkomst, for kapitalindkomst og for samlet indkomst (som er summen af de to typer). Kapitalindkomsten er typisk altid mere ulige fordelt end arbejdsindkomsten. For langt den største del af befolkningen udgør arbejdsindkomsten den største del af den samlede indkomst. For Frankrigs vedkommende gjaldt det i 2005 kun for den halve procent af befolkningen, der havde de højeste indkomster, at mindre end halvdelen af indkomsten kom fra arbejdsindkomst.
For Frankrigs vedkommende modtog de øverste 10 % af befolkningen over 45 % af de samlede indkomster lige inden 1. verdenskrig, hvorefter deres andel droppede til 30-35 % i 1940’erne. I starten af 1980’erne nåede andelen et lavpunkt på 30 % og er så steget lidt igen siden. Piketty viser, at faldet næsten fuldstændig skyldes ændringer i kapitalindkomstens fordeling, idet den øverste tiendedel af lønmodtagerne i næsten hele perioden stabilt har tjent godt 25 % af den samlede lønsum. Piketty mener, at den store begivenhed i det 20. århundredes Frankrig har været, at ”rentieren” – en person, der kan leve udelukkende fra renterne af sin formue - stort set er forsvundet. For et land som USA lå den øverste tiendedels andel af den samlede indkomst også på 40-45 % fra 1910 til 1940 og faldt så til 30-35 %. Siden 1980 er den steget kraftigt igen og ligger nu over 45 %. Både faldet i starten af det 20. århundrede og især stigningen igen i slutningen skyldes først og fremmest udviklingen for den rigeste 1 % af amerikanerne. Stigningen de sidste 30 år, der har medført en eksplosion i uligheden, kommer for to tredjedeles vedkommende fra lønindkomsterne og 1/3 fra kapitalindkomsten. Det er især stigningen i lønnen hos de såkaldte ”supermanagers”, direktører for de meget store virksomheder, der er årsag til udviklingen. Piketty mener, at årsagen i høj grad skyldes, at de sociale normer for, hvad der udgør en ”fair” aflønning for topdirektører, har ændret sig i USA og i nogen udstrækning også i andre engelsktalende lande, hvor det samme fænomen ses.
Piketty forklarer også, at forskellen mellem størrelsen på r, forrentningen af kapital, og g, den samlede økonomis vækstrate, er af afgørende betydning for udviklingen i indkomstfordelingen. I de fleste historiske perioder i verden har renten efter skat været større end g, bortset lige fra en længere periode i det 20. århundrede fra omkring 1. verdenskrig til starten af 2100-tallet. Arbejdsindkomsterne vil i det lange løb vokse i takt med hele økonomiens vækstrate, altså med vækstraten g. Hvis personer, der modtager kapitalindkomst, sparer hele kapitalindkomsten op, vil deres formue og også indkomst i det lange løb vokse med r, og når r > g, vil det medføre, at kapitalindkomsterne vokser hurtigere end arbejdsindkomsterne. Samtidig vil en større og større del af formuerne blive arvede formuer i stedet for formuer, som ejeren selv har indtjent i løbet af livet via sin arbejdsindkomst. Piketty anslår, at arvede formuer udgjorde 90 % af de samlede formuer i Frankrig i 1910, 45 % i 1970 og 66 % i 2010, og at andelen kan stige til 80 % i 2050. Piketty mener også, at denne proces vil blive fremskyndet af, at forrentningen for formuer, der allerede er store, formodentlig er større end for små formuer, fordi der er stordriftsfordele i kapitalforvaltning.

### Del 4: At regulere kapital i det 21. århundrede
I kapitel tretten til seksten fremlægger Piketty sine egne anbefalinger til, hvad politikerne bør gøre ved situationen. Han anbefaler en progressiv indkomstskat, en progressiv formueskat og en progressiv arveafgift som tre instrumenter, der supplerer hinanden godt mht. at undgå en permanent stigende ulighed og en situation, hvor arvede formuer kommer til at dominere samfundsøkonomien. Samtidig anbefaler han en øget international koordination af beskatningen for at forebygge skatteflugt.

## Modtagelse
Bogen har efter sin udgivelse i 2013 vundet udbredelse over store dele af verden. Paul Krugman betegnede i New York Times bogen som ”den vigtigste i 2014, måske i hele årtiet”. Branko Milanovic fra Verdensbanken har anmeldt bogen i American Economic Associations videnskabelige tidsskrift Journal of Economic Literature, hvor han også beskriver den som en af de bedste bøger om økonomi, der er blevet skrevet i de seneste årtier og som em bog, der markerer et vandskel i den økonomiske litteratur.
Steven Pearlstein betegner den i Washington Post som ”en triumf i den økonomiske litteratur over den teoretisk-matematiske modelkonstruktion, som har domineret indenfor økonomien i de seneste år”. Også Nobelpristageren Robert Solow, der er en grand old man inden for makroøkonomi og økonomisk vækst, har prist bogen i høje toner og rost Piketty for at integrere økonomisk vækst- og fordelingsteori på banebrydende vis.

### Kritik
Der har naturligvis også været kritiske røster fremme. Således mener økonomen James K. Galbraith, at Piketty tager fejl, når han kun ser på den velstand, der kan kvantificeres, mens professoren Michael Hudson kritiserer bogen for ikke at være vidtgående nok, idet den ikke medtager den velstand, der er genereret gennem korruption og kriminalitet.

#### Financial Times' kritik af beregningerne
Financial Times' skribent Chris Giles offentliggjorde 23. maj 2014 en kritik af en række forhold i Thomas Pikettys beregninger, som avisen mente enten måtte være rene datafejl eller præget af uforklarlige og mærkelige antagelser. Thomas Piketty offentliggjorde fem dage senere et meget detaljeret svar, hvor han punkt for punkt forklarede baggrunden for sine beregninger og konkluderede, at det tværtimod var Financial Times, der havde taget fejl af beregningerne på en række punkter.

#### Kritik af Piketty's teoretiske grundlag
Svenskeren Per Krusell og amerikaneren Tony Smith har sat spørgsmålstegn ved Pikettys "anden fundamentale lov" og anført, at det er usandsynligt, at nettoopsparingskvoten s vil forblive uændret, hvis den økonomiske vækstrate g falder. Hvis s falder i takt med g, vil K/Y-forholdet ikke blive påvirket af den lavere vækst, hvilket ellers er et hovedpunkt i bogens teoretiske grundlag.
Professor Debraj Raj fra New York University sætter spørgsmålstegn ved betydningen af uligheden r > g, som Piketty kalder kapitalismens store indbyggede selvmodsigelse. Ifølge Raj garanterer denne ulighed ikke i sig selv, at indkomstfordelingen behøver at blive mere skæv i fremtiden.
Professor Bradford DeLong fra University of California, Berkeley opfatter Pikettys bog som et vigtigt værk, men mener, at det teoretiske grundlag på flere måder er fremstillet uklart og har derfor opstillet et forsøg på en alternativ fremstilling af problemstillingen med hensyn til forholdet mellem renten og vækstraten.

## Oversættelser
Bogen blev i 2014 udgivet på engelsk af Harvard University Press som Capital in the Twenty-First Century, og det var fremkomsten af den engelske udgave, der for alvor gjorde Piketty berømt. Bogen udkom på dansk i november 2014 hos Gyldendal og er under udgivelse på adskillige andre sprog.